# Cranberry Junction
Cranberry Junction est un lieu-dit inhabité du centre-ouest de la province canadienne de la Colombie-Britannique. Il désigne le carrefour de la route interprovinciale 37 avec la route forestière du Nass au centre du district régional de Kitimat-Stikine.
Le carrefour s'établi à 280 m d'altitude, sur la rive gauche de la rivière Cranberry, un affluent du fleuve Nass. Les lieux habités les plus proches sont Gitanyow, à 52 km au sud-est par la route 37 ; New Aiyansh, à 62 km au sud-ouest par la route forestière du Nass ; Meziadin Junction, à 81 km au nord-ouest par la route 37 et Kitsault, à 100 km au sud-ouest accessible par la route forestière du Nass puis la route d'Alice Arm. La route forestière du Nass (Nass Forest Service Road) appelée encore Cranberry Connector est une route gravelée fermée en hiver,.
Cranberry Junction est un lieu de rassemblement chaque automne (en septembre et octobre) pour les cueilleurs de champignons. L'espèce la plus abondante est le Matsutaké Américain ou Tricholome à grand voile (Tricholoma magnivelare), un champignon mycorhizien associé au peuplements de conifères dominés par la Pruche de l'Ouest (Tsuga heterophylla). La récolte est écoulée auprès d'acheteurs sur place. Elle est destinée essentiellement au marché japonais. La récolte comprend aussi des Chanterelles et des Morilles exportées en Europe,,.